# قرار مجلس الأمن التابع للأمم المتحدة رقم 940
قرار مجلس الأمن التابع للأمم المتحدة رقم 940، المتخذ في 31 تموز / يوليو 1994، بعد الإشارة إلى القرارات 841 (1993)، 861 (1993)، 862 (1993)، 867 (1993)، 873 (1993)، 875 (1993)، 905 (1994)، 917 (1994) و933 (1994)، سمح المجلس لقوة بقيادة الولايات المتحدة بإعادة الرئيس جان برتراند أريستيد وسلطات حكومة هايتي، ومدد ولاية بعثة الأمم المتحدة في هايتي ستة أشهر إضافية.

## القرار
بدأ المجلس بإدانات النظام العسكري في هاييتي لأنه رفض التعاون مع الولايات المتحدة. كما أعرب عن بعض القلق إزاء تدهور الحالة الإنسانية في البلد وانتهاكات الحريات المدنية وطرد موظفين من البعثة المدنية الدولية.
وزعم القرار وضعًا استثنائيًا في هاييتي يتطلب استجابة استثنائية. وقد تقرر أن النظام في هايتي لم يمتثل لمصالح الولايات المتحدة. ثم أذن المجلس، بموجب الفصل السابع من ميثاق الأمم المتحدة، للدول الأعضاء بتشكيل قوة متعددة الجنسيات تحت قيادة الولايات المتحدة للإطاحة بالقادة الحاليين من هايتي، وللقادة السابقين بالعودة إلى بيئة يمكن فيها تنفيذ اتفاقية الولايات المتحدة. تم تشكيل فريق متقدم لا يزيد عن 60 فردًا لتنسيق ومراقبة العمليات الأمريكية، وطلب من الأمين العام بطرس بطرس غالي تقديم تقرير عن التطورات المتعلقة بالفريق المتقدم في غضون 30 يومًا.
وبمجرد أن تنتهي القوة المتعددة الجنسيات من مهمتها، ستتولى البعثة مهامها عندما يتم توفير بيئة مناسبة. وبعد تمديد مهمة بعثة الأمم المتحدة في هايتي لمدة ستة أشهر، تقرر زيادة حجم البعثة إلى 6000 جندي بهدف استكمالها بحلول شباط / فبراير 1996. وسيتم ضمان سلامة موظفي الأمم المتحدة والبعثات الدبلوماسية والمنظمات الإنسانية الدولية. أخيرًا، سيتم رفع العقوبات الدولية المفروضة على هايتي بمجرد عودة أريستيد إلى السلطة.
تم تبني القرار بشكل مثير للجدل بأغلبية 12 صوتًا، مع امتناع عضوين عن التصويت من البرازيل والصين، بينما لم تكن رواندا حاضرة عند التصويت. كانت هناك اتهامات بالضغط الأمريكي.

## رد فعل
وكان التصويت هو المرة الأولى التي تسمح فيها الأمم المتحدة باستخدام قوة غازية «لاستعادة الديمقراطية». كما كانت هذه هي المرة الأولى التي تسعى فيها الولايات المتحدة للحصول على موافقة الأمم المتحدة لتدخل عسكري في الأمريكتين وتحصل عليها.
عارض العديد من دول أمريكا اللاتينية القرار. وتحدث سفير المكسيك لدى الأمم المتحدة، فيكتور فلوريس أوليا، ضد القرار قائلا إنه «يشكل سابقة خطيرة للغاية في مجال العلاقات الدولية» لأن الأزمة «لا تشكل تهديدا للسلام والأمن الدولي». وقال وزير الخارجية الكوبي روبرتو روبينا إن القرار يعزز «المحاولات المتكررة من قبل مجلس الأمن لتضخيم صلاحياته بما يتجاوز تلك التي يمنحها له الميثاق».
عارض الرئيس البرازيلي إيتمار فرانكو بشدة قرار الأمم المتحدة، قائلاً «لا ينبغي التذرع بالسلطات الخاصة لمجلس الأمن بطريقة عشوائية باسم البحث عن وسائل أسرع للرد على الهجمات على الديمقراطية، لأنها تنتهك المبادئ الأساسية للتعايش السلمي بين الدول والإجراءات القانونية العادية للأمم المتحدة». بعد زيارة قام بها وكيل وزارة الخارجية الأمريكية بيتر تارنوف إلى البرازيل في الأسبوع الذي سبق التصويت، يمكن رؤية قرار البرازيل بالامتناع عن التصويت بدلاً من معارضة القرار على أنه نتيجة ضغوط أمريكية هائلة.
وفي معرض إشارته إلى أن الوضع في هايتي لا يشكل أي تهديد للسلم والأمن العالميين، قال ممثل أوروغواي في الأمم المتحدة راميرو بيريز بالون إن بلاده «لن تدعم أي تدخل عسكري أحادي أو متعدد الأطراف».
عرضت الأرجنتين في البداية إرسال أربع سرايا بحرية ومشاة للانضمام إلى قوات الغزو التي تقودها الولايات المتحدة. ومع ذلك، بعد الاستياء الشعبي من القرار، اضطر الرئيس كارلوس منعم إلى التراجع عن العرض.
في 17 يناير 1995، أصدر الأمين العام بطرس بطرس غالي تقريرًا من 17 صفحة عن نتيجة التدخل: أشار التقرير إلى القمع المستمر في هايتي، والافتقار التام للعدالة لضحايا انقلاب سبتمبر 1991. وتدهور الوضع الاقتصادي وتزايد نفاد صبر الشعب الهايتي.

## روابط خارجية
- نص القرار في undocs.org